# Staatliche Akaki-Zereteli-Universität Kutaissi
Die Staatliche Akaki-Zereteli-Universität Kutaissi, kurz Kutaissi Universität, (georgisch აკაკი წერეთლის სახელობის სახელმწიფო უნივერსიტეტი; englisch Akaki Tsereteli State University) ist eine 1930 gegründete Universität in Kutaissi, der zweitgrößten Stadt Georgiens und Hauptstadt der Region Imeretien.
Die Hochschule wurde im 1930 als Teil der Universität Tiflis in Tiflis gegründet. 1933 erfolgte die Umverlegung nach Kutaissi als Kutaissi Universität. 1990 wurde die Universität umfirmiert zur Akaki-Zereteli-Universität Kutaissi, benannt nach dem Dichter Akaki Zereteli. Am 23. Februar 2006 wurde die Universität mit der Nikolos-Muschelischwili-Technische-Universität Kutaissi zusammengelegt und als Akaki-Zereteli-Universität Kutaissi weitergeführt.

## Fakultäten
- Geisteswissenschaften
- Wirtschaft, Recht und Sozialwissenschaften
- Pädagogik
- Naturwissenschaften
- Medizin
- Technical Engineering
- Technology Engineering